# Piscicolaria reducta
Piscicolaria reducta är en ringmaskart som beskrevs av Meyer 1940. Piscicolaria reducta ingår i släktet Piscicolaria och familjen fiskiglar. Inga underarter finns listade i Catalogue of Life.